# Kreuzwertheim
Kreuzwertheim è un comune mercato tedesco di 3 952 abitanti, situato nel circondario del Meno-Spessart nel distretto della Bassa Franconia nel land della Baviera.